# Stanza 17-17 palazzo delle tasse, ufficio imposte
Stanza 17-17 palazzo delle tasse, ufficio imposte è un film del 1971 diretto da Michele Lupo.

## Trama
L'ingegnere padovano Giambattista Ranteghin, l'attore Romolo Moretti, il principe Pantegani e l'inventore Leonardo Rossi, tentano ognuno a loro modo di corrompere un funzionario delle imposte per non pagare le tasse, che scoprono da questi essere paurosamente esose: i quattro si accorderanno per rapinare il palazzo delle imposte, progettato dallo stesso Ranteghin, che conosce i suoi segreti.
Devono ricorrere ad ogni loro risorsa per finanziare il tentativo di furto, incluso l'acquisto di una cassaforte da esercitazione che si rivela troppo robusta per i loro tentativi. Assumono infine per aiutarli uno scassinatore esperto (Katanga) ma con traumi di guerra. Il giorno del colpo sembra che ogni cosa vada storta, e quando arrivano alla cassaforte è ormai orario di apertura per gli uffici. Sono salvati in extremis da uno sciopero del personale, con l'eccezione di un solerte funzionario che non aderisce alla protesta. Scoperti, riescono comunque a sottrarre come programmato il denaro necessario a saldare i loro conti col fisco. Solo Katanga vuole approfittare della situazione e svuotare il forziere, ma viene lasciato indietro dal gruppo.
L'impresa nel complesso ha successo, ma si scopre che altro è necessario per risolvere davvero la situazione.